# Ángel María de Pablos
Ángel María de Pablos Aguado (Valladolid, 24 de noviembre de 1942- ibidem, 24 de enero de 2024) fue un periodista, poeta y escritor español, presidente de la Asociación de Amigos del Teatro de Valladolid.

## Biografía
Hijo del también poeta y periodista Ángel de Pablos Chapado, desde pequeño estuvo muy ligado tanto al periodismo como a la poesía. Su padre comenzó a enseñarle, desde que tenía ocho años, las primeras nociones sobre poesía, cómo construir versos y hacer la métrica. A los 14 años comenzó su carrera periodística escribiendo artículos en el diario El Norte de Castilla, en donde su padre era el redactor-jefe. Posteriormente trabajó en el diario El Mundo donde fue jefe en el área de cultura y deportes.
En el área del periodismo De Pablos fue conocido por su trabajo como comentarista de las retransmisiones ciclistas en Televisión Española, donde formó una popular pareja en la época junto a Emilio Tamargo. Al área deportiva, sobre todo el ciclismo, le dedicó más de diez años; su trabajo y dedicación fueron reconocidos por diferentes organizaciones que lo premiaron destacando su labor como cronista deportivo, así la Real Federación Española de Ciclismo le otorgó la insignia de oro y brillantes, y en 1988 el Comité Organizador de los Juegos Olímpicos de Seúl le entregó un  diploma de honor.
Recibió el premio Manuel Ricol en 2011 por su larga trayectoria dentro del periodismo ciclista.
Su dedicación a la poesía fue constante a lo largo de su vida. Como gran tarea completó la Guía Lírica de la Semana Santa en Valladolid, obra iniciada por su padre. Autor de las obras poéticas Medina en el corazón y de Los niños del basurero, durante más de cincuenta años escribió poesía. En junio de 2013 anunció que estaba trabajando en un nuevo proyecto, un romancero urbano:

«Estoy escribiendo un romancero urbano sobre historias de las calles que tienen historia en Valladolid, y unos cuentos vacceos para sacar a la luz a través de pequeñas historias las costumbres de nuestros primeros pobladores»

Fue elegido pregonero de la Semana Santa de Valladolid de 2018.

## Obras
- Bassano del Grappa y de los mártires
- Epístola Apócrifa
- Los niños del basurero y otros lamentos
- A la rueda, rueda[12]
- Historia de la Vuelta Ciclista a España[12]
- Historia de una carrera[12]
- Ciento diez años de ciclismo en Valladolid
- La palabra boca abajo
- La mirada reflejada: Encuentros con el paisaje vallisoletano[13]
- 600 años de Procesiones Penitenciales en Medina del Campo. Ilustraciones de Miguel Ángel Soria. (2011)[14]
- Narraciones, guiones radiofónicos y teatro. Obra de teatro.[15]
- Himno de la Hermandad Universitaria del Santo Cristo de la Luz (Valladolid). Música de Ernesto Monsalve.[16]

## Premios
- 2009: VI Premio Lázaro Gumiel a la iniciativa cofrade[17]
- 2011: Premio Manuel Ricol de Ciclismo[8]